# María Agustín
María Agustín Linares (Zaragoza, 13 de abril de 1784-Zaragoza, 22 de noviembre de 1831) fue una vecina del barrio zaragozano de San Pablo y una de las heroicas defensoras de la ciudad en los Sitios de Zaragoza, acontecidos durante la Guerra de Independencia.

## Biografía
Fue hija de Antonio, nacido en Bádenas, y Catalina, nacida en Rueda de Jalón y debido a la economía familiar, María tuvo que trabajar desde niña, sirviendo en una casa del barrio. Es ahí donde conoce a su futuro marido, Pedro Roncal, con quien se casó el 12 de mayo de 1805, en la parroquia de San Gil. Es en la nueva casa del matrimonio, en la calle Serón, donde les pilla el principio de la guerra.
Durante la guerra, María ayudó en la logística, suministrando a los soldados aragoneses agua, alimentos y munición. El 15 de junio de 1808 fue herida en el cuello cuando estaba ayudando en el frente, cerca de la Puerta del Carmen (en el actual Paseo de María Agustín); aunque sangraba y le dolía la herida, continuó con su cometido, razón por la cual adquirió fama.
Después de terminar la guerra, en el año 1815, el general Palafox reconoció sus méritos y le concedió una asignación vitalicia de dos reales diarios, puesto que la herida en el cuello la había dejado inválida del brazo izquierdo, por lo que ya no podía trabajar, y el Escudo de Distinción por el Primer Sitio de Zaragoza. 
En 1819 murió Pedro Roncal, que estaba enfermo, y seis años más tarde María se casa con Antonio Guisan, trasladándose los dos a Torre de Postas, en Alagón.
La salud de María se fue deteriorando como se puede deducir de los continuos ingresos que realizó en el Hospital de Nuestra Señora de Gracia hasta que murió el 22 de noviembre de 1831, con 48 años, siendo enterrada como pobre en el cementerio de San Pablo.